# Alive, She Cried
Alive, She Cried är ett livealbum med The Doors ursprungligen utgivet på vinyl-LP 1983 (Elektra 96-0269-1 Stereo). Liveinspelningar från 1968, 1969 och 1970 gjorda i Los Angeles, New York, Detroit, Boston och Köpenhamn. Producent var Paul A. Rothchild.

## Låtlista

### Sid 1
1. Gloria (Van Morrison) 6:17
2. Light My Fire (The Doors) Including "Graveyard Poem" (Jim Morrison) 9:51
3. You Make Me Real (The Doors) 3:06

### Sid 2
1. Texas Radio and The Big Beat (The Doors) 1:52
2. Love Me Two Times (The Doors) 3:17
3. Little Red Rooster (Willie Dixon) 7:05
4. Moonlight Drive (The Doors) 5:34

## The Doors
- Jim Morrison, sång
- Robby Krieger, gitarr
- Ray Manzarek, orgel och bas
- John Densmore, trummor